# Elecciones al Parlamento Europeo de 1987 (Portugal)
En las elecciones al Parlamento Europeo de 1987 en Portugal, celebradas en junio, se escogió a los 24 representantes de dicho país para la segunda legislatura del Parlamento Europeo. Tras su reciente incorporación a la Unión Europea, es la primera participación de Portugal en unos comicios europeos, celebrados de forma intercalada en medio de una legislatura.

## Resultados
| Datos de participación | Datos de participación | Datos de participación |
| ---------------------- | ---------------------- | ---------------------- |
| Censo electoral        | 7.741.223              | 100%                   |
| Votantes               | 5.622.984              | 72,6                   |
| Abstención             | 2.118.239              | 27,4                   |
| Válidos                | 5.544.629              |                        |
| A candidatura          | 5.476.152              | 98,8                   |
| Blancos                | 68.477                 | 1,2                    |

| ← Elecciones al Parlamento Europeo de 1987 → |                             |           |       |         |
| Partido                                      | Cabeza de lista             | Votos     | %     | Escaños |
| Partido Social Demócrata (PSD)               | Pedro Santana Lopes         | 2.103.816 | 38,42 | 10      |
| Partido Socialista (PS)                      | Maria de Lourdes Pintasilgo | 1.263.467 | 23,07 | 6       |
| Centro Democrático Social (CDS)              | Lucas Pires                 | 866.497   | 15,82 | 4       |
| Coalición Democrática Unitaria (CDU)         | Ângelo Veloso               | 646.640   | 11,81 | 3       |
| Partido Renovador Democrático (PRD)          | José Manuel Ferreira        | 249.244   | 4,55  | 1       |
| Partido Popular Monárquico (PPM)             |                             | 155.209   | 2,83  | 0       |
| Unión Democrática Popular (UDP)              |                             | 52.545    | 0,96  | 0       |
| Partido de la Democracia Cristiana (PDC)     |                             | 40.238    | 0,73  | 0       |
| Partido Socialista Revolucionario (PSR)      |                             | 28.805    | 0,53  | 0       |
| Movimiento Democrático Portugués (MDP)       |                             | 27.216    | 0,50  | 0       |
| Partido Comunista Reconstruido (PCR)         |                             | 23.234    | 0,42  | 0       |
| PCTP/MRPP                                    |                             | 19.241    | 0,35  | 0       |